# Gimbi
Gimbi (engelska: Ghimbi) är en ort i Etiopien.   Den ligger i regionen Oromia, i den västra delen av landet, 300 km väster om huvudstaden Addis Abeba. Gimbi ligger 1 980 meter över havet och antalet invånare är 31 809.
Terrängen runt Gimbi är huvudsakligen kuperad, men åt nordväst är den platt. Gimbi ligger uppe på en höjd. Runt Gimbi är det ganska tätbefolkat, med 111 invånare per kvadratkilometer. Det finns inga andra samhällen i närheten. I omgivningarna runt Gimbi växer huvudsakligen savannskog.